# Pic del Muntanyó
El Pic del Muntanyó és una muntanya de 2.454 metres que es troba al municipi d'Alt Àneu, a la comarca del Pallars Sobirà.